# 松平定良
松平 定良（まつだいら さだよし）は、江戸時代前期の大名。伊勢国桑名藩主。定綱系久松松平家2代。官位は従五位下・摂津守。

## 生涯
寛永9年（1632年）、山城国淀城代であった松平定綱の次男として山城淀で誕生。兄・定次の早世により嫡子となる。幼少時から聡明で知られ、慶安3年（1650年）に桑名城下で大洪水が起こったときには、自ら船に乗って領民の救助に努めている。慶安4年（1651年）12月25日に父が死去したため、慶安5年（1652年）2月23日に家督を継いだ。
しかし将来を嘱望されていながら、生来から病弱だったためにまともに藩政を執ることはほとんどできず、療養のため有馬温泉に赴くことが多かった。明暦3年（1657年）7月18日、有馬温泉から帰国中に病に倒れ、京都で死去した。享年26。跡を養子・定重が継いだ。定良の死により定綱の男系は断絶した。

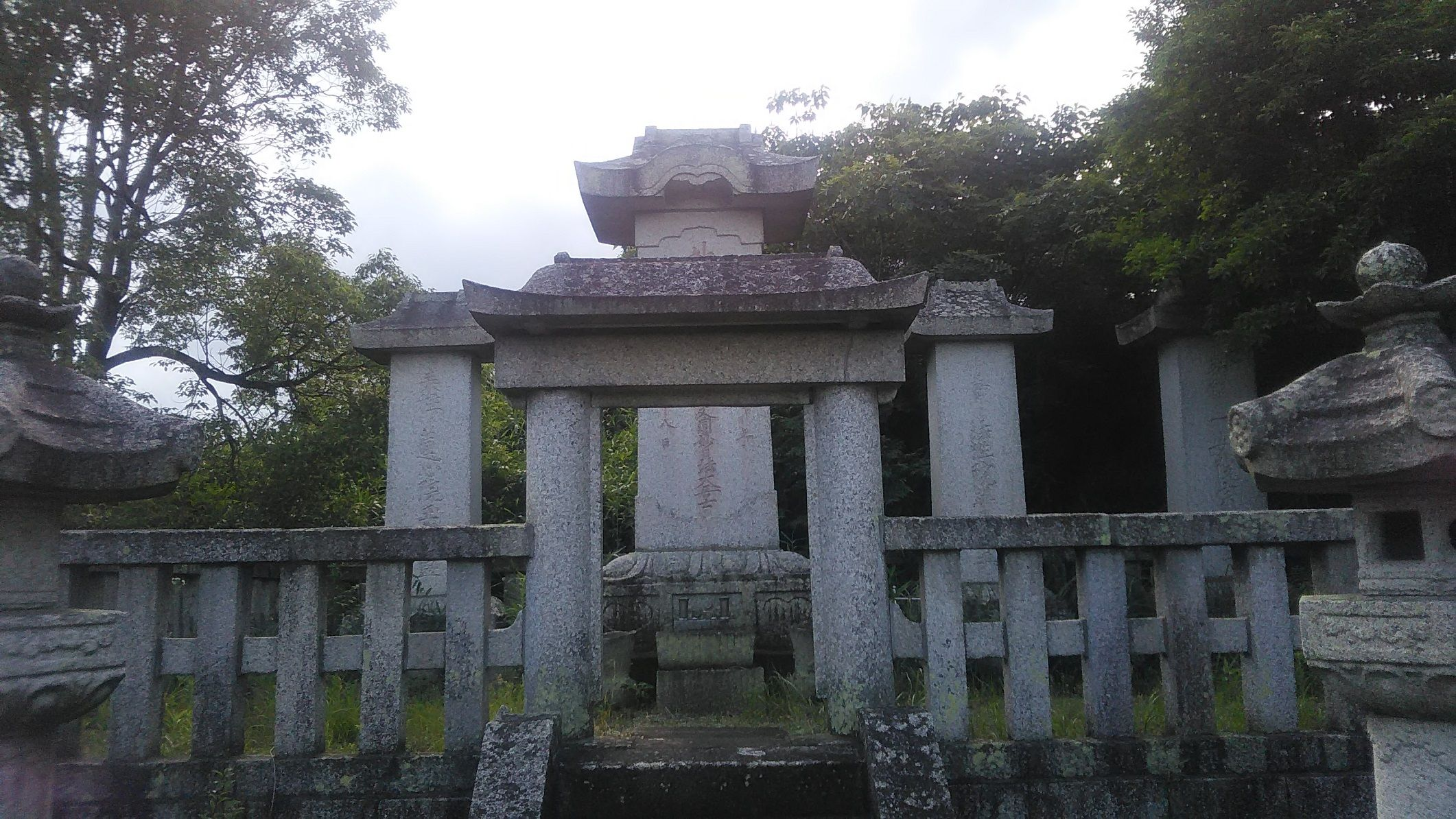
松平定良霊廟(桑名市指定史跡)

家臣からの信望も厚かったようで、死後に家臣3名が殉死した。また、正室を迎えることが生涯を通じてなかったが、それは町家の娘と恋に落ちていたためともいわれる。

## 系譜
父母
- 松平定綱（父）
- 曜安院 − 浅井氏、側室（母）

婚約者
- 浅野光晟の娘

養子
- 松平定重 − 松平定頼の三男